# سارا دايموند
سارا دايموند (بالإنجليزية: Sara Diamond)‏ هي عالمة اجتماع ومحامية أمريكية، ولدت في 28 نوفمبر 1958 في نيويورك في الولايات المتحدة.